# Doneztebe
Doneztebe là một đô thị trong tỉnh và cộng đồng tự trị Navarre, Tây Ban Nha. Đô thị này có diện tích là 8,6 ki-lô-mét vuông, dân số năm 2009 là 1647 người với mật độ 191,51 người/km². Đô thị này có cự ly 53 km so với tỉnh lỵ Pamplona.